# 그림록
그림록 (Grimlock)은 트랜스포머 작품에서 등장하는 다이노봇의 리더이며 대표적인 비스트 모드는 티라노사우루스이다. 다중우주 설정으로 다른 세계관, 다른 트랜스포머 작품의 그림록도 등장하나 다 다른 인물들이다. 말할 때 [나, 그림록(Me Grimlock) ---- 한다.] 라는 형태의 말을 자주 한다.

## 상세
원작 세계관 애니메이션에서는 휠잭에 의해서 탄생한다. 애니메이티드 세계관에서는 평범한 공룡 로봇이었으나 사이버트론 기술로 사이버트론인으로 다시 탄생하였다. 다이노봇 중 유일하게 말할 수 있었다. 얼라인드 세계관에서는 라이트닝 스트라이크 코얼리션이라는 그룹에 리더였으나 후에 다이노봇으로 개명한다. 실사영화 세계관 트랜스포머: 사라진 시대에서는 락다운의 나이트 쉽에 구속되어 있는 걸로 첫 등장하며 나오는 장면들 중 대사 한마디가 없었다.

## 성우
- 트랜스포머 G1, 트랜스포머 더 무비, 트랜스포머: 폴 오브 사이버트론 - 그레그 버거
- 트랜스포머 애니메이티드 - 데이비드 케이
- 트랜스포머 로봇 인 디스가이즈 - 카리 페이튼